# Joshua Reynolds
Sir Joshua Reynolds (Plympton, 16. srpnja 1723. – London, 23. veljače 1792.) bio je utjecajni engleski slikar iz 18. stoljeća, specijaliziran za portrete i poznat po promoviranju tzv. "Velikog stila" slikanja koji je nastojao idealizirati nesavršeno. Bio je jedan od osnivača i prvi predsjednik Kraljevske akademije. Kralj Đuro III. mu je u znak priznanja za zasluge godine 1769. dao plemićku titulu.

## Životopis
Reynolds je pohađao gimnaziju u Plymptonu u kojoj je njegov otac, svećenik, bio ravnatelj. Mladi Reynolds se tamo podrobno upoznao s tekstovima iz antike i tijekom svog života se mnogo zanimao za književnost, te su mnogi od najboljih britanskih autora 18. stoljeća (Samuel Johnson, Edmund Burke te Oliver Goldsmith) postali njegovim najbližim prijateljima. Reynolds je odrana želio postati umjetnik, a od 1740. četiri godine je bio šegrtom u Londonu Thomasu Hudsonu, konvencionalnom portretistu. Po povratku u London 1744. godine, počeo je slikati u duhu starih majstora (poput kraljevskih portreta Van Dycka koje je vidio u Londonu) i razvio je neovisan stil obilježen masnim potezima kista i debelim namazima i tekstura boje, kao na primjer na njegovom portretu kapetana Johna Hamiltona (1746.). 
God. 1749. Reynolds je isplovio sa svojim prijateljem Augustom Keppelom na Menorcu, jedan od Balearskih otoka Španjolske. Pad s konja ga je prikovao za krevet na pet mjeseci i ostavio mu trajno unakažen ožiljak na usni koji je istaknuta značajka na njegovim kasnijim autoportretima. S Menorce odlazi u Rim, gdje je ostao dvije godine, posvećujući se proučavanju velikih remek djela grčko-rimske skulpture i talijanskog slikarstva. Dojmovi ovog posjeta su nadahnuli brojne njegove slike i teorijske rasprave do kraja života, te je smatrao da se stipendijom za putovanja u Italiju može najbolje postići podizanje statusa slikarske struke u rodnoj Engleskoj. Na povratku kući obišao je Firencu, Bolognu i Veneciju, gdje je usvojio kompozicije i boje velikih renesansnih mletačkih slikara 16. stoljeća kao što su Tizian, Tintoretto i Paolo Veronese, ali i kiparsku definiciju oblika karakterističnu za firentinske i rimske slikare; što je kasnije vjerno prenosio svojim učenicima.
God. 1753. Reynolds se naselio u Londonu, gdje je proveo ostatak svog života. Doživio je uspjeh iz prve, i već 1755. je bio primoran unajmiti studijskom pomoćnika da mu pomogne izvršiti brojne narudžbe za portrete koje je dobio. 
Prije 1760. nije bilo javne izložbe suvremenih umjetnika u Londonu, no tada je Reynolds pomogao osnovati Društvo likovnih umjetnika koje je održalo prvu od mnogih uspješnih izložbi. Pod pokroviteljstvom kralja Đure III. 1768. godine osnovana je i Kraljevska akademija, a Reynolds je predložen za njezina predsjednika, iako nije djelovao na dvoru. No, kralj je potvrdio njegov izbor i proglasio ga vitezom.
Reynolds je vodio akademiju s takvom vještinom da je postavio primjer koji su kasnije, s malim varijacijama, slijedili monogi ravnatelji sve do danas. Godišnje rasprave koje je održao na akademiji jasno zrcale mnoge njegove misli i težnje, kao i vlastite probleme linije u odnosu na boje, te javnog i privatnog portreta, a davao je i savjete onima koji su započinjali svoje umjetničke karijere.
God. 1781. Reynolds je posjetio Flandriju i Nizozemsku, gdje je studirao rad velikog flamanskog baroknog slikara Petera Paula Rubensa. Ovo je utjecalo na njegov stil, jer na njegovim kasnijim radovima su teksture površina slika postale bogatije. 
Smatra se kako mu je njegova gluhoća dala jasniji uvid u karakter njegovih modela, te mu je nedostatak jednog osjetila izoštrilo uporabu očiju. God. 1782. Reynolds je imao paralitički moždani udar, a otprilike u isto vrijeme ga je rastužilo svađanje unutar Kraljevske akademije. Sedam godina kasnije njegov vid je počeo propadati, a održao je svoj posljednji diskurs na akademiji 1790. god. Umro je 1792. i pokopan je u Katedrali sv. Pavla u Londonu. Kako se on nikada nije udao, njegovu kuću je zadržala njegova sestra Frances.

## Djela
Joshua Reynolds je primjenom tonskoga slikanja i uporabom kjaroskura, pod utjecajem Rembrandta i Tiziana, izgradio je vlastiti stil kojim je postigao pronicavu psihologizaciju fizionomija svojih modela. Naslikao je oko 2000 portreta osoba iz dvorskih, znanstvenih, vojnih i aristokratskih krugova.
U prvim godinama u Londonu, Reynoldsovo je poznavanje venecijanskog slikarstva se očitovalo u radovima kao što su portreti Časni Augustus Keppel (1753. – 54.), Gospodin Cathcart (1753. – 1754.) i Gospodin Ludlow (1755.). 
Nakon 1760. Reynoldsov stil postaje sve klasičniji i samosvjesniji jer je pao pod utjecaj klasičnih baroknih slikara bolonjske škole 17. stoljeća i arheološkog interesa za grčko-rimsku antiku koji je harao Europom u to vrijeme. To se vidi iz poza i odjeća njegovih modela koji su uzeli strožije starinske uzorke, gubeći mnogo suosjećanja i razumijevanja njegovih ranijih radova.
Od 1769. godine gotovo svi Reynoldsovi najvažniji radovi nastali su na Akademiji. Neke izložbe su uključivale povijesne komade, kao što je Ugolino (1773.), koji su možda njegova najmanje uspješna djela. Mnogi od njegovih dječjih studija su nježni, pa čak i zabavni, ali također skloni pretjerivanju. Dvije od najatraktivnijih su Majstor Crewe kao Henrik VIII. (1775. – 76.) i Lady Caroline Scott kao 'Zima' (1778.). Njegova najambicioznija portretna narudžba je bila od obitelji vojvode od Marlborougha (1777.).
Reynolds je u svojim Raspravama na Kraljevskoj akademiji (1769. – 91.), koje se drže među najvažnijim likovnim kritikama vremena, isticao važnost raskoši u umjetnosti i predložio da se dosegne kroz rigoroznu akademsku obuku i proučavanje starih majstora umjetnosti.

## Vanjske poveznice
- Joshua Reynolds' biography, style and critical reception
- The National Gallery: Sir Joshua Reynolds
- Works in the National Galleries of Scotland  Arhivirana inačica izvorne stranice od 17. travnja 2012. (Wayback Machine)
- ABCgallery.com, Olga's Gallery
- Liverpoolmuseums.org.uk
- Classicartrepro.com  Arhivirana inačica izvorne stranice od 22. srpnja 2012. (Wayback Machine)
- GAC.culture.gov.uk
- Port Eliot House, home of the Earl of St. Germans contains many fine works by Reynolds, including a rare view of Plymouth.
- 'Sir Joshua Reynolds: The Acquisition of Genius' exhibition at Plymouth City Museum and Art Gallery - 21 November 2009 to 20 February 2010
- Frits Lugt, Les marques de collections de dessins & d'estampes, 1921 and its Supplement 1956, online edition

### Slike
- Artcyclopedia: Sir Joshua Reynolds
- National Portrait Gallery Collection
- Sir Joshua Reynolds at Olga's Gallery
- Sir Joshua Reynolds, A Complete Catalogue of His Paintings (book-bound)